# Windhoek Este
Windhoek Este es un distrito electoral de la región de Khomas en Namibia, en el centro del país.
En 2011, su población alcanzaba los 22 712 habitantes. Este distrito se encuentra dentro de la ciudad de Windhoek.